# گویش‌های منطقه فارس
گویش‌های منطقهٔ فارس که در برخی از مناطق تاجیکی نامیده می‌شوند، گروهی از گویش‌های ایرانی جنوب غربی هستند که به صورت یک زنجیره گویشی در سراسر منطقه فارس بدان گفتگو می‌شود. بر اساس پراکندگی جغرافیایی می‌توان این گویش‌ها را به سه گروه تقسیم کرد: جنوب غربی (تاجیکی-لری), جنوب مرکزی (کهمره‌ای) و جنوب شرقی (لارستانی).

## دسته‌بندی‌ها
از نظر رده‌شناسی این گویش‌ها به دسته‌های زیر تقسیم می‌شوند:
| جنوب غربی | جنوب غربی | شمال غربی                   |
| --- | --- | --------------------------- |
| فاعل–مفعولی | مطلق-کنایی در ساختارهای گذشته متعدی |                             |
| تاجیکی کلانی، لری کلانی، لری ممسنی، باصری، بلیانی، حیاتی (دولت‌آبادی), لردرنگانی، دژگاهی/گوری، ریچی، تنگ کیشی، زاخرویه‌ای | کهمره‌ای، دشتستانی، دشتی، بوشهری، بهبهانی، تنگسیری، دوانی، بردستانی، دهله‌ای، کنده‌ای، کوزرگی، ماصرمی، اقلیدی، بیروکانی، دادنجانی، درونکی/مهبودی، بنافی، پاپونی، دوسیرانی، سمغانی، گرگنایی-گاوکشکی، موسقانی، نودانی؛ لارستانی: اسیری، اهلی، خنجی، گراشی/زینل‌آبادی، کلاتی (اوزی), کاریانی؛ سایر: شورابی | کرشی، سیوندی، عبدویی، کرونی |

### گویش‌های مطلق-کنایی
گویش‌های مطلق-کنایی هنوز حالت فارسی میانه را در خود حفظ کرده‌اند. مهم‌ترین ویژگی آن ها داشتن حالت کنایی است که شناسه‌های صرفی پیش از فعل قرار می‌گیرند. این گویش‌ها در بخش هایی از استان فارس، مناطقی در استان بوشهر، غرب استان هرمزگان و شهر بهبهان در خوزستان رایج هستند. برای برخی از آن ها از جمله گویش‌های لارستانی شناسه‌های غیرکنایی برای فعل‌های لازم نیز نسبت به پارسی معیار متفاوت است. زبان شیرازی قدیم و کازرونی قدیم که برخی شاعران منطقه همانند حافظ و سعدی به آن ها شعرهایی دارند نیز گونه‌هایی از همین گویش ها است. برای نمونه مثلاً در اینگونه گویش‌ها برای گفتن مفهوم «مگر خوردی؟» می‌گویند: «مگرت خورد؟» و واج «ت» در این عبارت شناسهٔ دوم شخص مفرد است که پیش از بن فعل «خورد» آمده یا به خود بن می‌چسبد یا به کلمه‌های پیش از آن متصل می‌گردد. در کتاب فارسی میانه شکند گمانیک ویچار اینگونه می‌آید: «مگرت از آن درخت دانشنی ام گفت کو مخورید خورد؟» ترجمهٔ فارسی امروزی این جمله می‌شود: «مگر از آن درخت دانشی که «گفتم نخورید» خوردی؟» در این عبارت فارسی میانه «ت» در مگرت شناسهٔ فعل خورد در پایان جمله است و شناسهٔ فعل گفت در عبارت ام گفت «ام» است که پیش از آن آمده است.
این گویش ها در مناطق زیر ثبت شده‌اند که الگوی توزیع جغرافیایی متمایزی را در جهت شمال غربی به جنوب شرقی در امتداد رشته کوه‌های موازی غرب فارس نشان می‌دهند:
1. منطقه ساحلی بوشهر، تنگستان و دشتی در جنوب شرقی آن و دشتستان در شمال و شمال شرقی آن
2. مناطق رشته کوه‌های کوهمره نودان، کوهمره جروق و کوهمره سرخی، که از شمال کازرون تا جنوب غربی شیراز امتداد دارد.
3. روستاهای کنار جاده اردکان به شیراز
4. روستاهای دشتک، امامزاده اسماعیل و کندازی در دهستان ابرج در غرب مرودشت.

### گویش‌های منفرد شمال غربی
گویش اقلیدی یکی از گویش‌های ایرانی است که در منطقهٔ اقلید در شمال غربی استان فارس رواج دارد. این گویش دارای ساختارهایی برگرفته از فارسی میانه و ویژگی‌هایی چون تغییر آوایی (مانند تبدیل «خ» به «غ» و «او» به «ای»)، واژگان کهن دامداری و کشاورزی، و واژه‌هایی با ریشه در پهلوی و اوستایی است. برای نمونه:
- چوغت ← چوب خط
- پغ ← پخ
- لیت ← لوت
- اورمون = گلابی
- اَسپِس = یونجه وحشی

## واژگان[۱۰]
| دوانی          | کوزرگی  | ماسرمی    | فارسی |
| -------------- | ------- | --------- | ----- |
| bu, bâva, bova | bovâ    | bovâ      | پدر   |
| borâk, borâ    | kâkâ    | kâkâ      | برادر |
| damâ, demað    | dumâð   | dumâð     | داماد |
| ri             | sirat   | sirat, ri | رخ    |
| mi, mel        | mi      | mi        | موی   |
| das            | das     | das       | دست   |
| :ma            | :ma     | mâ        | ماه   |
| setâ:ra        | setâra  | setâra    | ستاره |
| ba:l           | ba:l    | barf      | برف   |
| tsâ            | kâr     | čâr       | چهار  |
| haf            | haft    | haft      | هفت   |
| yâzza          | yâzza   | yâzza     | یازده |
| xordek         | xord    | kuškak    | کوچک  |
| te:z           | tiz     | tiz       | تیز   |
| :ze            | šo      | zir       | زیر   |
| mor            | morvak  | morx      | مرغ   |
| qalâ           | qalâɣ   | qalâ      | کلاغ  |
| gâ             | gâ      | gâ        | گاو   |
| oftâ           | oš va:s | oftâ      | افتاد |
| me:rezet       | mirezet | mireze    | می‌پزد |
| vâtser         | bebâf   | bevâf     | بباف  |

## نمونه
| گویش‌های فاعل–مفعولی | گویش‌های فاعل–مفعولی                 |
| گویش                | گزاره                               |
| ------------------- | ----------------------------------- |
| فارسی معیار         | har ke marâ did, be man salâm kard  |
| فارسی گفتاری        | har ki mano did,be man salâm kard   |
| فارسی آبادانی       | har ki mo'ne did , be mo selâm kerd |
| فارسی شیرازی        | har ki moy midid,azom selam mikerd  |
| گویش کرونی          | har ka me-ni di, va me salâm kerd.  |
| تاجیکی کلانی        | har k̂i may di, salâm ike            |
| لری کلانی           | har ka mo midi, salâm ike           |
| لری ممسنی           | har k̂e me na di, vam salâm k̂e       |
| باصری               | har ke me-ye di, salâm-om ke        |
| بلیانی              | har k̂e mo di, salâm-am ke           |
| حیاتی               | har k̂i mo-na dið, salâm-om kerd     |
| لردارنگانی          | har k̂i mo-na dið, az mo salâm kerd  |
| دژگاهی (گوری)       | har k̂a mo dið, salam kerd           |
| ریچی                | har k̂e mo-na di, salâm-am k̂-e       |
| دژگاهی              | har ke mo miði, salâm-am mik̂e       |
| زاخرویه‌ای           | har ke mo dið, salâm-om k̂erd        |

| گویش‌های مطلق-کنایی | گویش‌های مطلق-کنایی                |
| گویش               | گزاره                             |
| ------------------ | --------------------------------- |
| دوانی              | har k̂i-š ma di-š, salâm k̂e        |
| بهبهانی            | har kiš miditam, a mey salâm mike |
| دهله‌ای             | har k̂iš ma di, eš salâm ama k̂e    |
| کنده‌ای             | har k̂i om dið-eyi, salâm kârd-ey  |
| کوزرگی             | har k̂i me-š di, salâm oš k̂e       |
| ماصرمی             | har k̂a me eš- di, salâm-ša k̂erda  |
| بیروکانی           | har k̂i seyl-em eš ki, salâm-eš ki |
| دادنجانی           | har k̂i ma-š di, salâm-eš ki       |
| مهبودی             | har k̂i ke ma-š di, salâm-eš ke    |
| بنافی              | har k̂i eš ma di eš, salâm-am k̂e   |
| پاپونی             | har k̂i mo-š di, salâm-eš k̂e       |
| دوسیرانی           | har k̂i mo oš di, salâm-oš a mo k̂e |
| سمغانی             | har k̂i mo-š di, salâm-eš k̂e       |
| گاوکشکی            | har k̂e-â midim, salâm na-šk̂e      |
| موسقانی            | har k̂e ma eš di, salâm-eš k̂e      |
| نودانی             | har k̂i mo-š di, salâm-eš ke       |
| اسیری              | har ke mo-š di, salâm-om oš-ke    |
| اهلی               | har ke mo-š di, salâm-om oš-ke    |
| خنجی               | har ka mo-š di, salâm-oš kerd-om  |
| گراشی              | har ke mo-š di, salâm-e mo-š ke   |
| کلاتی              | har-ka-š ded-om, salâm-oš kerd-om |
| کاریانی            | har ke mo-š di, salâm-oš ke       |
| شورابی             | har ke me oš-di, salâm-eš ke      |

| گویش‌های منفرد شمال غربی | گویش‌های منفرد شمال غربی                    |
| گویش                    | گزاره                                      |
| ----------------------- | ------------------------------------------ |
| گویش کوروشی             | har k̂a man-a didi, ba man salâm iko        |
| سیوندی                  | har kâmišâ merâ diyešâ avinim wâtešâ salâm |
| گویش عبدویی             | har k̂asi k̂e may di, selâm-i k̂e             |
| گویش دشتی               | har k̂i-š mo di, eš selâm-om k̂e             |